# Big Vermilion Lake
Big Vermilion Lake är en sjö i Kanada.   Den ligger i Kenora District och provinsen Ontario, i den sydöstra delen av landet, 1 300 km väster om huvudstaden Ottawa. Big Vermilion Lake ligger 363 meter över havet.
I omgivningarna runt Big Vermilion Lake växer i huvudsak blandskog. Trakten runt Big Vermilion Lake är nära nog obefolkad, med mindre än två invånare per kvadratkilometer.